# Platycnemididae
Famille
Les Platycnemididae sont une famille d'insectes odonates zygoptères.

## Liste des genres
- Allocnemis — 2 espèces
- Arabicnemis — 1 espèce
- Asthenocnemis — 1 espèce
- Calicnemia — 16 espèces
- Coeliccia — 59 espèces
- Copera — 9 espèces
- Cyanocnemis — 1 espèce
- Denticnemis — 1 espèce
- Idiocnemis — 19 espèces
- Indocnemis — 1 espèce
- Leptocnemis — 1 espèce
- Lieftinckia — 6 espèces
- Lochmaeocnemis — 1 espèce
- Mesocnemis — 5 espèces
- Metacnemis — 3 espèces
- Oreocnemis — 1 espèce
- Paracnemis — 1 espèce
- Paramecocnemis — 2 espèces
- Platycnemis — 32 espèces
- Rhyacocnemis — 2 espèces
- Risiocnemis — 36 espèces
- Salomoncnemis — 1 espèce
- Sinocnemis — 2 espèces
- Stenocnemis — 1 espèce
- Thaumatagrion — 1 espèce
- Torrenticnemis — 1 espèce

## En Europe
Un seul genre européen répertorié par Fauna Europaea :
- Platycnemis